# Viki Ašič
Viki Ašič, slovenski harmonikar in skladatelj, * 3. avgust 1943, Zagrad pri Celju.
Viki Ašič je eden najuspešnejših slovenskih harmonikarjev, saj je začetnik in utemeljitelj igranja Avsenikovih skladb na diatonično harmoniko. Ansambel Vikija Ašiča je bil prvi kvintet z diatonično harmoniko v Sloveniji. Ansambel je v času delovanja dosegal najvišje nagrade, v letih 1972−1975 pa so profesionalno igrali v Švici. Ašič je skladatelj številnih skladb za diatonično harmoniko. Njegova najuspešnejša dela so: Razigrana harmonika, S harmoniko po svetu, Spomin na Hamburg in Nagajive sani. Sodeloval je z oktetom Petrol, oktetom Studenček, Majdo Petan, Francijem in Janijem Piršom, v zadnjem času pa največ sodeluje z baritonistom Andrejem Bremcem. Leta 2000 je prejel naziv »Častni godec Slovenije«.
1. ↑  https://www.obrazislovenskihpokrajin.si/oseba/asic-viki/